# 污垢

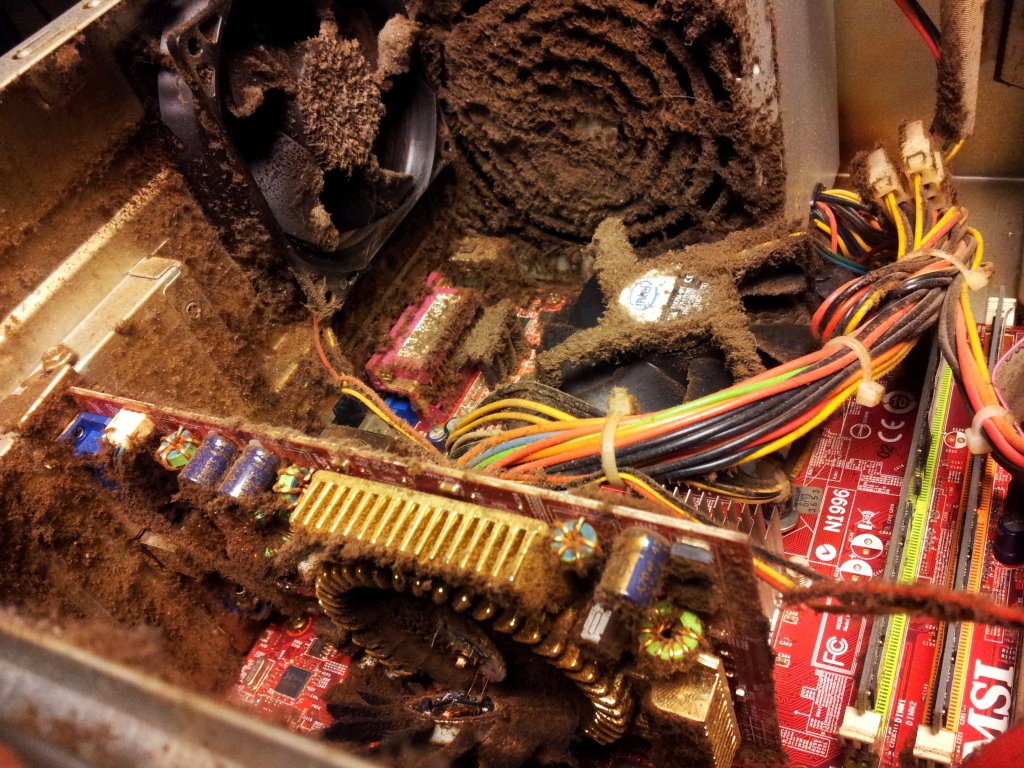
电脑长时间使用后积累了很多灰尘，变得很脏。

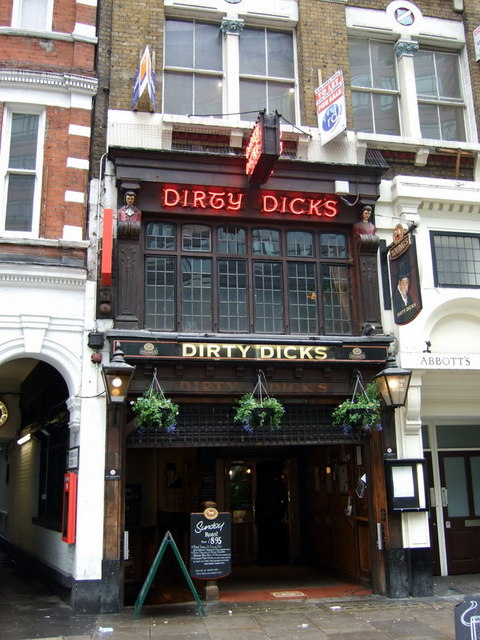
肮脏的迪克斯，处于伦敦主教門的一家酒吧，名字来源于这家酒吧以前的主人-臭名昭著的 Dirty Dick

污垢是一种不干净的物质，特别指代某人肮脏的衣服、皮肤或者物品中的物质。常见的污垢类型包括：
- 灰塵 — 有机物或者矿物质的粉末
- 污 — 像糞便一类的肮脏的东西
- 煤尘 — 像煤煙一类的黑色的灰尘
- 土壤 — 泥土、沙子和腐殖质混合的东西，位于基岩层上方